# Paul A. Partain
Paul Alan Partain, Künstlername Paul A. Partain (* 22. November 1946 in Austin; † 28. Januar 2005 ebenda), war ein US-amerikanischer Schauspieler. Seine bekannteste Rolle war die des Franklin in dem 1974 erschienenen Horrorfilm Blutgericht in Texas (The Texas Chain Saw Massacre).

## Leben
Partain diente im Vietnamkrieg bei US-Marine und begann nach seiner Rückkehr in die USA tagsüber in einer Elektronikfertigung und nachts in einem Dinner-Theater zu arbeiten. Im Herbst 1972 erfuhr Partain, dass er aus der Fabrik entlassen worden war. Gleichzeitig bat ihn der Theaterdirektor, für die Rolle des Willy im Stück Lovin' Molly des Regisseurs Sidney Lumet aus dem Jahr 1974 vorzusprechen. Der Regisseur unterstützte Partain. Diese Rolle leitete seine Schauspielaktivitäten ein.
Lumet stellte Partain dem Drehbuchautor und Produzenten Kim Henkel vor, der das Drehbuch für den Film Texas Chain Saw Massacre verfasste. Partain las zunächst die Rolle des Trampers, konnte aber den Regisseur Tobe Hooper nicht überzeugen. Auf Geheiß des Regisseurs las Partain die Rolle des Franklin und bekam diese Figur des Rollstuhlfahrers, der bereits vor den anderen Charakteren im Film die große Gefahr der Situation spürt.
Nach den Filmen Vier im rasenden Sarg (1975, Regie: Jack Starrett) und Rolling Thunder (1977, Regie: John Flynn), in dem er den Schwager der Hauptfigur verkörperte, beendete Partain 1978 vorerst seine Filmkarriere. 1994 spielte er im Film Texas Chainsaw Massacre: The Next Generation als Krankenpfleger mit. Drei Jahre später agierte er als Angehöriger der Miliz des texanischen Ministers im Film Burying Lana von Paul Bayliss. 2003 war er zum letzten Mal in einer kleinen Nebenrolle im Film Das Leben des David Gale von Alan Parker zu sehen.
Partain arbeitete zudem für etwa 10 Jahre als Regionaler Vertriebsleiter beim Elektronikhersteller Zenith Electronics Corporation.

## Privat
Partain war mit Jean E. Partain (geb. Britton) verheiratet. Er starb im Januar 2005 im Alter von 58 Jahren an einer Krebserkrankung.

## Filmographie
- 1974: Aus Liebe zu Molly (Lovin' Molly)
- 1974: Blutgericht in Texas (The Texas Chain Saw Massacre)
- 1975: Vier im rasenden Sarg (Race with the Devil)
- 1977: Der Mann mit der Stahlkralle (Rolling Thunder)
- 1994: Texas Chainsaw Massacre – Die Rückkehr (Texas Chainsaw Massacre: The Next Generation)
- 1997: Burying Lana
- 2003: Das Leben des David Gale (The Life of David Gale)